# John Peter Zenger
John Peter Zenger (ur. 26 października 1697, zm. 28 lipca 1746) – nowojorski drukarz, wydawca, redaktor i dziennikarz, którego oskarżenie, proces i uniewinnienie o działalność wywrotową i zniesławienie (przeciwko ówczesnemu gubernatorowi kolonii Nowy Jork Williamowi Cosby'emu) w 1734 roku stały się znaczącym i ważnym czynnikiem w rozwoju wolności prasy w Stanach Zjednoczonych. Wyrok w procesie Zengera pomógł w wykrystalizowaniu się przekonań w młodej kolonii i stworzył podwaliny zasad i zakresu odpowiedzialności mediów i rządu w funkcjonowaniu demokracji.
Zenger wyemigrował wraz z rodziną z niemieckiego Palatynatu do Nowego Jorku w 1710 roku. Jego ojciec zmarł podczas podróży, więc matka samotnie wychowywała dzieci. Do 1718 roku związany był umową terminatorską z wyłącznym drukarzem miasta Nowy Jork, Williamem Bradfordem.
Po ukończeniu terminowania, wyjechał na wschodnie wybrzeże, do Maryland, gdzie założył własną drukarnię i planował świadczyć usługi władzom stanowym. Drukarnia nie uzyskała jednak stanowego kontraktu i nie była w stanie utrzymać się na rynku. Zenger wrócił Nowego Jorku, gdzie ponownie podjął pracę w drukarni Bradforda.
Zenger i Bradford w 1725 roku założyli spółkę, która drukowała pierwszą i jedyną w tym czasie nowojorską gazetę New York Gazette. Rok później Zenger założył własną, samodzielną drukarnię. W 1730 roku opublikował książkę Petera Venemy Arithmetica, uznaną za pierwszy tekst arytmetyczny, wydrukowany w Nowym Jorku. Do 1731 roku jego drukarnia dostarczała na rynek 21 pozycji.
W 1733, były prokurator generalny Nowego Jorku, James Alexander, zaproponował Zengerowi drukowanie pierwszej amerykańskiej gazety partyjnej (dla Popular Party) – „The New York Weekly Journal”.
Nie jest pewne, jak bardzo sam Zenger był zaangażowany w teksty, które publikował. Jest natomiast jasne, że „Weekly Journal” stał się gazetą opozycyjną w stosunku do ówczesnego gubernatora Sir Williama Cosby'ego. Krytyka ówczesnych rządów gubernatora najsilniej uwidaczniała się w publikowanych anonimowo artykułach Alexandra. Skoro jednak Cosby nie miał możliwości jasno określić autora publikacji, pozew o zniesławienie skierował przeciwko wydawcy, czyli Zengerowi. Jego obrony podjął się adwokat Andrew Hamilton z Filadelfii. Linia obrony oparta była na twierdzeniu, że wolno wyrażać swe zdanie, a przekazywanie informacji nie jest oszczerstwem. I, choć wielu najbardziej znamienitych ówczesnych prawników nie podjęło się sprawy uznając ją z góry za przegraną, to proces zakończył się pomyślnie dla Zengera (dzięki niezwykłym zdolnościom prawniczym, elokwencji i sprytowi Hamiltona, to właśnie z nim kojarzony jest przymiotnik Philadelphia lawyer). 
Wyrok kończący proces został ogłoszony 5 sierpnia 1735 roku przez nowojorską ławę przysięgłych. Oddalał on ciążące na Zengerze zarzuty publikacji wywrotowych oszczerstw, nawet mimo faktu, iż obradujący przysięgli byli starannie wyselekcjonowani przez samego Cosby'ego. Hamilton z sukcesem dowiódł, że artykuły Zengera nie były oszczercze, ponieważ przedstawiały fakty.
Proces przyniósł Zengerowi sławę bohatera walki o wolność prasy.
Zenger ożenił się po raz pierwszy w 1719, jednak jego żona zmarła niebawem, pozostawiając go samego z młodym synkiem. W 1722 ponownie zawarł związek małżeński, z którego przyszło na świat pięcioro dzieci.